# Blackstonia acuminata
Blackstonia acuminata là một loài thực vật có hoa trong họ Long đởm. Loài này được (Koch & Ziz) Domin mô tả khoa học đầu tiên năm 1933.